# Centromochlus altae
Centromochlus altae är en fiskart som beskrevs av Fowler, 1945. Centromochlus altae ingår i släktet Centromochlus och familjen Auchenipteridae. Inga underarter finns listade i Catalogue of Life.